# Ouderenzorg
Ouderenzorg is een breed begrip waarmee de zorg voor ouderen en bejaarden wordt bedoeld.
In Nederland focust deze zorg zich vooral op het zo lang mogelijk thuis laten wonen van oudere mensen, met waar nodig mantelzorg of ondersteuning op maat, de laatste meestal dankzij een indicatie voor zorg vergoed uit de Wmo. Is thuiswonen geen optie meer vanwege bijvoorbeeld lichamelijke zorg of psychische ondersteuning die iemand nodig heeft, dan kan iemand in de 24-uurszorg terecht, zoals in een verpleeghuis.